# Pinjar
Pinjar è un film del 2003 diretto da Chandra Prakash Dwivedi.

## Trama
Pinjar è ambientato nel momento dell'indipendenza indiana nel 1947. Puro è una giovane donna induista, che vive una vita felice e confortevole con la sua famiglia, promessa sposa di un giovane benestante, Ramchand. Mentre è in gita con la sorella minore Rajjo, Puro viene improvvisamente rapita da un uomo misterioso, Rashid. La famiglia di Rashid ha un contenzioso ancestrale con la famiglia di Puro, che in passato aveva rilevato la loro proprietà lasciandoli senza soldi. Il prozio di Puro aveva persino rapito la prozia di Rashid, poi rilasciata. Il compito di portare a termine la vendetta è affidato a Rashid, e la sua famiglia gli ordina di rapire Puro, al fine di regolare i conti.
Rashid riesce nel rapimento, ma non se la sente di essere crudele con Puro, poiché è attratto da lei. Una notte, Puro riesce a fuggire e tornare dai suoi genitori, che però si allontanano tristemente dalla figlia, spiegando che se Puro dovesse rimanere, il clan esteso di Rashid ucciderebbe tutti nel villaggio. Lasciata senza supporto, Puro torna da Rashid, che è ben consapevole della fuga; sapeva che lei non sarebbe stata accettata dai suoi genitori e stava aspettando il suo vicino. Dopo alcuni mesi, la famiglia di Puro fa sposare il figlio Trilok con la sorella minore di Ramchand, Lajjo, mentre Rajjo sposa il cugino di Ramchand. Nel frattempo Puro sposa Rashid, ma il rapporto, durante il quale Puro rimane incinta, non è dei migliori.
I colonialisti britannici lasciano l'India. Lo zio di Ramchand, il cugino e Rajjo lasciano l'India e sono al sicuro. Ramchand, i suoi genitori e Lajjo sono catturati negli scontri. Ramchand lascia frettolosamente l'India con sua sorella minore e la madre; il padre è disperso. Poco dopo, Lajjo viene rapito dai rivoltosi. Puro incontra Ramchand, che tristemente le dice della situazione di Lajjo. Puro trova Lajjo e l'aiuta a fuggire con l'aiuto di Rashid. Mandano Lajjo a Lahore dove Trilok e Ramchand la ricevono.
Trilok si riunisce in lacrime con Puro e le spiega che se lei lo desidera, può iniziare una nuova vita, così come Ramchand è pronto ad accettarla anche adesso. Puro sorprende Trilok rifiutando e dicendo che dopo tutto quello che è successo, lei è dove appartiene. Ramchand risponde con un'enorme empatia per Puro, e vede che lei ha accettato Rashid. Nel frattempo, Rashid cerca di sparire lentamente in mezzo alla folla, rendendo più facile per Puro stare con la sua famiglia, dato che è profondamente innamorato di lei, ma vuole che lei sia felice. Tuttavia, Puro trova Rashid e i due tra le lacrime si riuniscono, dicendo a Ramchand, Trilok, e Lajjo addio per sempre.
PERSONAGGI PRINCIPALI:
- PURO: RAGAZZA molto bella che vive nella sua casa con la famiglia una vita molto felice.
-RASHID: ragazzo che si innamora di lei a prima vista. La rapisce e poi la sposa.